# Saison 2010 de l'équipe cycliste Footon-Servetto
La saison 2010 de l'équipe cycliste Footon-Servetto est la sixième de l'équipe. Elle débute en janvier lors du Tour Down Under. En tant qu'équipe ProTour, elle participe au calendrier de l'UCI ProTour. L'équipe termine à la 29e place du classement mondial UCI.
L'équipe termine dernière équipe ProTour au classement mondial

## Déroulement de la saison

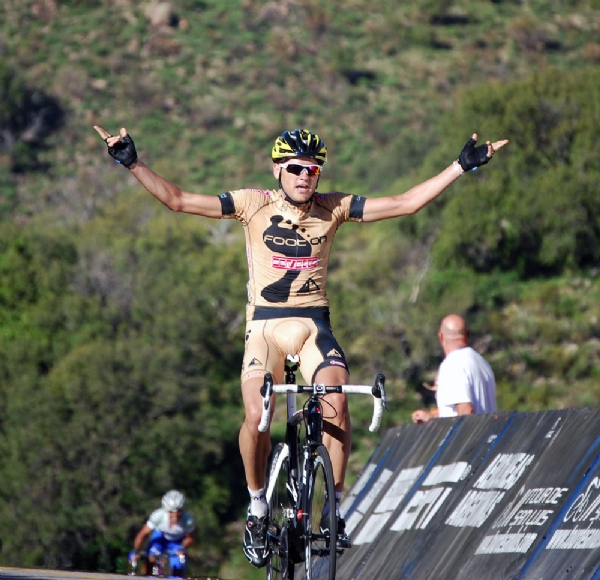
Rafael Valls lors de sa victoire d'étape au Tour de San Luis.

## Préparation de la saison 2010

### Arrivées et départs
| Arrivées                  | Équipe 2009                       |
| ------------------------- | --------------------------------- |
| Matthias Brändle          | Elk Haus                          |
| Manuel António Cardoso    | Liberty Seguros                   |
| Félix Vidal Celis         | Barbot-Siper                      |
| Giampaolo Cheula          | Barloworld                        |
| Marco Corti               | Barloworld                        |
| Markus Eibegger           | Elk Haus                          |
| Thomas Patrick Faiers     | Camargo–Ferroatlántica            |
| Fabio Felline             | De Nardi Daigo Bergamasca 1902    |
| Noé Gianetti              | VC Mendrisio                      |
| David Gutiérrez Gutiérrez | Camargo-Ferroatlántica            |
| David Gutiérrez Palacios  |                                   |
| Enrique Mata              | Burgos Monumental-Castilla y León |
| Iban Mayoz                | Xacobeo Galicia                   |
| Pedro Merino              |                                   |
| Michele Merlo             | Barloworld                        |
| Martin Pedersen           | Capinordic                        |
| Aitor Pérez Arrieta       | Contentpolis-Ampo                 |
| Rafael Valls              | Burgos Monumental-Castilla y León |
| David Vitoria             | Rock Racing                       |
| Johnnie Walker            | Trek-Marco Polo                   |

| Départs                        | Équipe 2010                                     |
| ------------------------------ | ----------------------------------------------- |
| Paolo Bailetti                 | Ceramica Flaminia                               |
| Iker Camaño                    | Endura Racing                                   |
| David Cañada                   | retraite                                        |
| Hilton Clarke                  | Ouch-Bahati Foundation                          |
| Juan José Cobo                 | Caisse d'Épargne                                |
| David de la Fuente             | Astana                                          |
| Jesús del Nero                 | Centro Ciclismo de Loulé-Louletano              |
| Alberto Fernández de la Puebla | suspension                                      |
| Ángel Gómez                    |                                                 |
| Hector González                | Heraklion Kastro-Murcia                         |
| Beñat Intxausti                | Euskaltel-Euskadi                               |
| Josep Jufré                    | Astana                                          |
| Fredrik Kessiakoff             | Garmin-Transitions                              |
| Robert Kišerlovski             | Liquigas-Doimo                                  |
| Javier Mejías                  | Type 1                                          |
| Fabrice Piemontesi             | Androni Giocattoli-Serramenti PVC Diquigiovanni |
| Boris Shpilevsky               | Katyusha Continental                            |
| Andrea Tonti                   | CarmioOro-NGC                                   |
| Davide Viganò                  | Sky                                             |
| Cameron Wurf                   | Androni Giocattoli-Serramenti PVC Diquigiovanni |

## Coureurs et encadrement technique

### Effectif
| Cycliste                  | Date de naissance | Nationalité | Équipe 2009                       |
| ------------------------- | ----------------- | ----------- | --------------------------------- |
| José Alberto Benítez      | 14.11.1981        | Espagne     | Fuji-Servetto                     |
| Matthias Brändle          | 07.12.1989        | Autriche    | Elk Haus                          |
| Eros Capecchi             | 13.06.1986        | Italie      | Fuji-Servetto                     |
| Ermanno Capelli           | 09.05.1985        | Italie      | Fuji-Servetto                     |
| Manuel António Cardoso    | 07.04.1983        | Portugal    | Liberty Seguros                   |
| Félix Vidal Celis         | 21.08.1982        | Espagne     | Barbot-Siper                      |
| Giampaolo Cheula          | 23.05.1979        | Italie      | Barloworld                        |
| Marco Corti               | 02.04.1986        | Italie      | Barloworld                        |
| Arkaitz Durán             | 18.05.1986        | Espagne     | Fuji-Servetto                     |
| Markus Eibegger           | 16.10.1984        | Autriche    | Elk Haus                          |
| Thomas Patrick Faiers     | 19.05.1987        | Royaume-Uni | Camargo–Ferroatlántica            |
| Fabio Felline             | 29.03.1990        | Italie      | De Nardi Daigo Bergamasca 1902    |
| Noé Gianetti              | 06.10.1989        | Suisse      | VC Mendrisio                      |
| David Gutiérrez Gutiérrez | 02.04.1982        | Espagne     | Camargo-Ferroatlántica            |
| David Gutiérrez Palacios  | 28.07.1987        | Espagne     |                                   |
| Enrique Mata              | 15.06.1985        | Espagne     | Burgos Monumental-Castilla y León |
| Iban Mayoz                | 30.09.1981        | Espagne     | Xacobeo Galicia                   |
| Pedro Merino              | 08.07.1987        | Espagne     |                                   |
| Michele Merlo             | 07.08.1984        | Italie      | Barloworld                        |
| Martin Pedersen           | 15.04.1983        | Danemark    | Capinordic                        |
| Aitor Pérez Arrieta       | 24.07.1977        | Espagne     | Contentpolis-Ampo                 |
| Rafael Valls              | 25.06.1987        | Espagne     | Burgos Monumental-Castilla y León |
| David Vitoria             | 15.10.1984        | Suisse      | Rock Racing                       |
| Johnnie Walker            | 17.03.1987        | Australie   | Trek-Marco Polo                   |
| Stagiaire                 | Date de naissance | Nationalité | Équipe 2010                       |
| Daniel Díaz               | 7 juillet 1989    | Argentine   | Cafés Baqué                       |
| Mario Gutiérrez           | 17 septembre 1988 | Espagne     | Trasmiera-Footon-Fuji             |
| Ran Margaliot             | 18 juillet 1988   | Israël      | Centre mondial du cyclisme        |

## Bilan de la saison

### Victoires
| Date       | Course                                    | Pays      | Classe | Vainqueur              |
| ---------- | ----------------------------------------- | --------- | ------ | ---------------------- |
| 19/01/2010 | 2e étape du Tour de San Luis              | Argentine | 2.1    | Rafael Valls           |
| 21/01/2010 | 3e étape du Tour Down Under               | Australie | PT     | Manuel António Cardoso |
| 20/05/2010 | 2e étape du Circuit de Lorraine           | France    | 2.1    | Fabio Felline          |
| 21/05/2010 | 3e étape du Circuit de Lorraine           | France    | 2.1    | Fabio Felline          |
| 23/05/2010 | Classement général du Circuit de Lorraine | France    | 2.1    | Fabio Felline          |

### Résultats sur les courses majeures
Les tableaux suivants représentent les résultats de l'équipe dans les principales courses du calendrier international (une des cinq classiques majeures et les trois grands tours). Pour chaque épreuve est indiqué le meilleur coureur de l'équipe, son classement ainsi que les accessits glanés par Footon-Servetto sur les courses de trois semaines.

#### Classiques
| Classique            | Milan-San Remo | Tour des Flandres    | Paris-Roubaix | Liège-Bastogne-Liège | Tour de Lombardie |
| -------------------- | -------------- | -------------------- | ------------- | -------------------- | ----------------- |
| Coureur (classement) | Non invitée    | Aucun coureur classé | Non invitée   | Non invitée          | Non invitée       |

#### Grands tours
| Grand tour           | Tour d'Italie    | Tour de France     | Tour d'Espagne             |
| -------------------- | ---------------- | ------------------ | -------------------------- |
| Coureur (classement) | Iban Mayoz (22e) | Rafael Valls (53e) | José Alberto Benítez (75e) |
| Accessits            | -                | -                  | -                          |

### Classement UCI
L'équipe Footon-Servetto termine à la vingt-neuvième place du Calendrier mondial avec 43 points. Ce total est obtenu par l'addition des points des cinq meilleurs coureurs de l'équipe au classement individuel que sont Manuel António Cardoso, 149e avec 13 points, Enrique Mata, 158e avec 10 points, Rafael Valls, 167e avec 10 points, Aitor Pérez Arrieta, 188e avec 6 points, et Eros Capecchi, 213e avec 4 points,.
| Rang | Coureur                | Points |
| ---- | ---------------------- | ------ |
| 149  | Manuel António Cardoso | 13     |
| 158  | Enrique Mata           | 10     |
| 167  | Rafael Valls           | 10     |
| 188  | Aitor Pérez Arrieta    | 6      |
| 213  | Eros Capecchi          | 4      |
| 214  | Arkaitz Durán          | 4      |
| 216  | Iban Mayoz             | 4      |
| 256  | Fabio Felline          | 1      |